# Петар Марковић (сликар)
Петар Марковић (Земун, 25. септембар 1869 — Земун, 12. децембар 1952) био је српски сликар, правник и градоначелник Земуна.

## Биографија
Стара земунска породица Марковић пореклом је из Руме. Петар Марковић Старији (по коме је његов унук добио име), абаџијски мајстор, доселио се 1806. године у Земун где је 1818. године примљен за грађанина. Купио је кућу у старој Таурунској (сада Лагумској) и наставио да се бави абаџијским занатом.
Његов отац Стеван рођен  је10. августа 1829. у Земуну. Похађао је српску основну школу и немачку Главну школу. Изучивши занат, отворио је кожарску радњу 1853. године. Оженио се 1868. године Катарином Ковачевић из Вуковара, са којом је имао седморо деце: Петра (једини син); Зорку, касније удату за хирурга др Војислава Ј. Суботића, професора Медицинског факултета у Београду; Јелку, удату за др Јована Шевића, јавног бележника у Руми; Веру, удату за др Глигора Авакумовића, земунског адвоката; Марту, удату за домобранског капетана Бошка Звекића; Марију, удату за адвоката и политичара Секулу Дрљевића и Јованку, касније сликарку удату за уметничког критичара Косту Страинића.
Стеван Марковић забележен је у историји Земуна као значајна личност која је допринела развоју града. Као угледни грађанин обављао је дужност градског заступника, тако да је 1871. године када је Земун добио статус слободног града, Стеван Марковић био први међу кандидатима за првог изборног градоначелника. Будући да је тада ту позицију одбио, за градоначелника од стране Градског већа изабран је једногласно тек 12. јануара 1878. године. У време начелниковања С. Марковића сазидана је зграда тадашње Велике реалке (1879 – 80), почело је уређивање Градског парка (1880), завршено је грађење железнице и децембра 1883. године у Земун је стигао први воз. 
Године 1884. повукао се са места градоначелника на ком га је наследио Панајот Морфи. Стеван Марковић је за своја дела добио више признања, међу њима и одликовање витешког реда Фрање Јосифа II. Умро је 1895. у Земуну где је и сахрањен.
Петар Марковић образовање је стекао у тада угледној Великој реалци у Земуну. Његов професор цртања био је сликар Александар Машић који је код младог Петра „извршио велики уплив и побудио вољу за сликањем“. Петар је такође био веома заинтересован за наставу хемије коју је предавао др Јулије Домац, јер је тада намеравао да студира медицину. После седмогодишњег школовања, 1886, издата му је „свједочба зрелости за полазак техничке високе школе“. То није одговарало његовом опредељењу па је отишао у Осијек и тамо у Реалној гимназији поново полагао матурске предмете како би се уписао на студије права.
Правне науке започео је у Бечу, али је 1891. године прешао у Загреб где је 14. априла 1893. положио све испите и свечано промовисан за доктора права. Два месеца касније примљен је у адвокатску канцеларију др Александра Бадаја у Земуну. Као писар радио је и у Сремским Карловцима и Загребу где је 14. марта 1896. године положио адвокатски испит. 
П. Марковић добио је 1896. године дозволу за обављање адвокатске праксе. Године 1898. постаје председник Српске црквене певачке задруге, најстаријег земунског културно-уметничког друштва, а затим оснива први тениски клуб у Земуну.
Много је путовао и посећивао културне центре средње и западне Европе где је обилазио сликарске галерије. О тим путовањима писао је у новосадском „Бранику“ (1893 – 1897) и објавио око двадесет путописних црта из Италије, Немачке и Енглеске.
Петар Марковић објавио је 1896. године књигу Земун од најстаријих времена па до данас која важи за полазну литературу за све писце прошлости Земуна. 
Године 1900. први пут је изабран за председника Добровољног ватрогасног друштва. Од практичних делатности био је заинтересован за виноградарство и свој посед на Калварији (око 160 јутара земље) претворио је у један од тада највећих винограда у Земуну. 
Почетком августа 1896. оженио се Јелисаветом, ћерком трговца Луке Николића, али су се „због потпуно различитих менталитета“ развели. П. Марковић се по други пут оженио Вером Доловчак, унуком композитора Ивана Зајца. 
Године 1901. изабран је за члана скупштине Сремске жупаније, 1906. изабран је за ванредног управника Земунске штедионице, али се на том положају није задржао дуго јер „није познавао праксу у банкарским пословима“. 
Године 1907. са места градоначелника Земуна одступио је Фридолин Косовац. ОДржани су ванредни избори и на упражњено место првог грађанина Земуна дошао је Петар Марковић. Његово градоначелниковање обележено је низом значајних инвестиционих радова. Када је после победе на Церу 1914. српска војска прешла преко Саве, Земун су напустили сви органи војне и цивилне власти, међу њима и Петар Марковић који се кратко време задржао у Сланкамену а затим отишао у Вуковар. Из Вуковара је са члановима породице прешао у Загреб где је добио разрешење положаја и наређење да се до даљњег не може вратити у Земун. Након рата уписао се на Вишу школу за умјетност и умјетни обрт коју је похаађао школске 1918 – 19. године.
У Земун се вратио 1919. где је наставио са друштвеним радом: постао је старешина општинског Стамбеног уреда, управник Земунске штедионице, председник Српске црквене општине, председник патриотско-културног друштва „Јадранска стража“ и Добровољног ватрогасног друштва. У првим послератним годинама нарочиту пажњу је посветио винограду који је био скоро потпуно уништен.
После рата био је присталица Народне радикалне странке и обављао је важне дужности у локалним партијским телима. После распада Народне радикалне странке П. Марковић приступио је Југословенској радикалној заједници (1935). У то време расписани су нови општински избори и до 20. јуна 1930. председавао је као градоначелник.  Ово време обележило је оснивање нових фабрика, већих радионица, отварање и уређивање војно-цивилног аеродрома (1927) између Земуна и Бежаније, изградња Земунског кеја и грађење насипа у Панчевачком риту. Године 1930, актом тадашњег владе генерала Петра Живковића, смењен је и на његово место долази др Светислав Поповић. 
Године 1934. Земун постаје саставни део Београда и Петар Марковић, тада члан Градског већа, бива консултован „за све послове који су се односили на Земун“. 
Све до почетка рата био је председник Ротари-клуба, удружења пословних грађана. Од 1941. даје оставку на месту председника Добровољног ватрогасног друштва јер „није хтео да дође у положај да као врховни функционер ватрогасаца мора да извршава нека наређења окупационих власти“.
Приликом англо-америчког бомбардовања 1944. погођена је и стара једноспратница породице Марковић, која је обновљена и проширена првих послератних година према плановима архитекте Д. Тадића. 
Године 1948. одлази у пензију, у којој се бави писањем о старом Земуну: Грађевине у Земуну почевши од 1875, Земун 1911, Успомене из старог Земуна, Chronica semliniensis, Економско стање крајем XIX века.
Петар Марковић изненада је умро 12. децембра 1952. године у Земуну. Схарањен је на старом земунском гробљу на Гардошу. Посебну почаст одали су чланови Добровољног ватрогасног друштва који су његово име урезали у спомен-плочу с именима заслужних грађана за развитак Земуна. 

## Сликарство
Најчешће питање које се поставља при изучавању рада Петра Марковића је где је учио и код кога се усавршавао. Његов једини прави професор уметности током његовог срењег образовања био је Александар Машић. Он му је предавао између 1878. и 1886, али је чак и у то време оцењен као ''бољи педагог него уметник''. Претпоставка је да је сликање учио и током својих студија права у Бечу, а након тога и у Загребу у периоду између 1891. и 1893. године. Оно што је сигурно је да је три године провео у загребачкој Вишој школи, уписан у сликарски одсек школске 1918/1919. године. 
Будући да је реч о веома образованом човеку који је много пропутовао, њему нису биле стране ни галерије Италије, Немачке и Енглеске. Петар Марковић се дружио са сликарима; у његовз кућу су долазили Љуба Ивановић, Петар Добровић, Миленко Ђурић, Петар Палавичини и Густав Крклец. 
Рад Марковића био је добро познат једном уметничком кругу Београда и Загреба, и наравно, становницима Земуна. За њега је сликарство ипак није било професија нит основна преокупација, па се у јавности није много појављивао као уметник. Појавио се на једној значајној ликовној манифестацији, а то је била V југословенска уметничка изложба одржана у Београду 1.јула 1922. године.  
Највећи део сликарства Петра Марковића чинили су предели, са архитектуром или без ње, веома ретко употпуњен људском фигуром. Најзаступљенији су призори из Земуна, као и из Словеније и са приморја. У свом почетку он је прихватио методу реализма, међутим, у духу тадашњег времена и под утицајем млађих сликара све више се окреће импресионистичким компонентама, те се може сматрати једним од првих српских импресиониста. 